# Netty Honeyball
Nettie Honeyball, también conocida como Nettie J. Honeyball, fue la fundadora del British Ladies' Football Club, el primer club de fútbol de la conocida como "asociación femenina", y fue una de sus jugadoras hasta la primavera de 1895. El nombre de Nettie Honeyball era un seudónimo , y su nombre real es desconocido. Algunas personas creen que su verdadero nombre era Mary Hutson. Cuando Honeyball formó la BLFC, ella vivía en Crouch End, pero no se sabe si era de la zona. Se cree que ella procedía de una familia de clase media en Pimlico. 

## Carrera

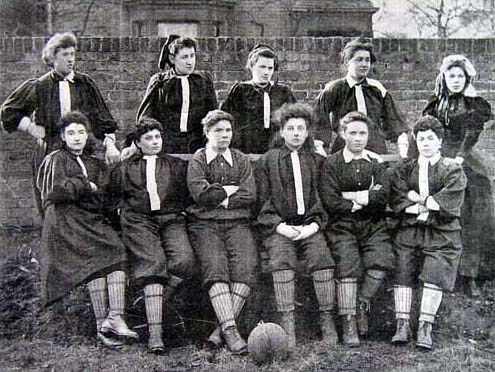
El equipo del British Ladies' Football Club North en su primer partido; Nettie Honeyball es la segunda desde la izquierda en la fila superior.

En 1894, Honeyball publicó un anuncio en un periódico en el que buscaba mujeres dispuestas a unirse a su equipo de fútbol, unas treinta mujeres respondieron a aquel anuncio por lo que el Club de Fútbol Británico de Damas (BLFC; British Ladies' Football Club) fue formado por Honeyball y por Lady Florence Dixie en 1895. El equipo estaba formado principalmente por mujeres de clase media. Honeyball describió al fútbol como "un juego masculino que también podría ser femenino". Debido a la campaña de publicidad y relaciones públicas de Honeyball, el primer partido de BLFC en 1895 tuvo una asistencia de más de 12,000 personas. La sufragista escocesa Helen Matthews, conocida por la creación del equipo de futbol  “Mrs. Graham XI”, jugó para el BLFC en 1895. La última aparición registrada de Honeyball para el BLFC fue el 13 de mayo de 1895. La familia de ella tenía relación con Conchi Sánchez Freire, que fue la primera mujer en jugar al fútbol en España